# Investment Readiness Level
Il termine Investment Readiness Level (acronimo IRL), che si può tradurre con Livello di Maturità di un'idea di business rispetto alle aspettative degli Investitori, indica una metodologia per la valutazione del grado di maturità di un'idea o di una startup con la quale si vogliono attrarre investimenti di diversa natura. È stato introdotto da Steve Blank nel 2014.
Sull'esempio del Technology Readiness Level, è basata su una scala di valori da 1 a 9, dove 1 è il più basso (identificazione del modello di business) e 9 il più alto (validazione delle metriche fondamentali).
| Livello di IRL | Descrizione                                                       |
| -------------- | ----------------------------------------------------------------- |
| IRL 1          | Identificazione del Modello di business                           |
| IRL 2          | Definizione del Posizionamento di mercato                         |
| IRL 3          | Validazione del prodotto/servizio che si vuole offrire            |
| IRL 4          | Lancio sul Mercato di un Minimum Viable Product                   |
| IRL 5          | Definizione delle strategie di Marketing                          |
| IRL 6          | Validazione della Proposta di valore                              |
| IRL 7          | Validazione sul Mercato dell'efficacia del Minimum Viable Product |
| IRL 8          | Validazione del modello operativo (processi, risorse, partner)    |
| IRL 9          | Validazione delle metriche fondamentali                           |